# Middle Temple

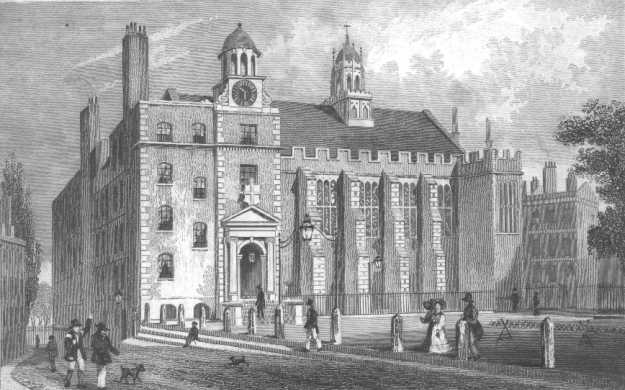
Middle Temple Hall 1830 (Zeichnung von Thomas H. Shepherd)

Fountain Court um 1910

Kreuzgang um 1910

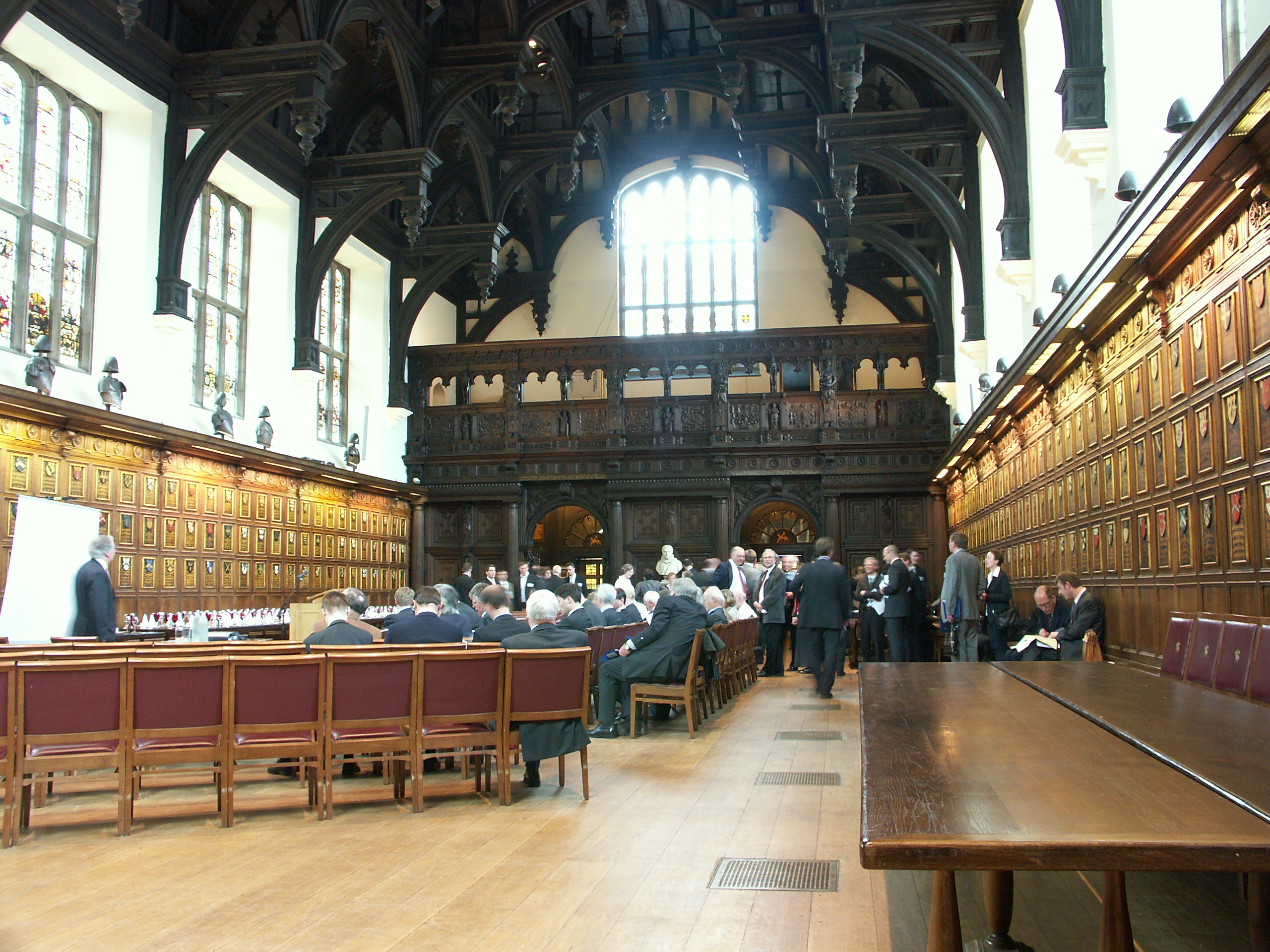
Innenraum von Middle Temple Hall

Middle Temple bzw. die Honourable Society of the Middle Temple ist eine der vier englischen Anwaltskammern (Inns of Court) für Barrister in England. Außerdem bezieht sich der Begriff Middle Temple auch auf den Gebäudekomplex, in dem diese Kammer seit dem 14. Jahrhundert beheimatet ist. 1882 wurde in seiner unmittelbaren Nähe das Hauptgebäude der königlichen Gerichtshöfe (Royal Courts of Justice) errichtet.

## Geschichte

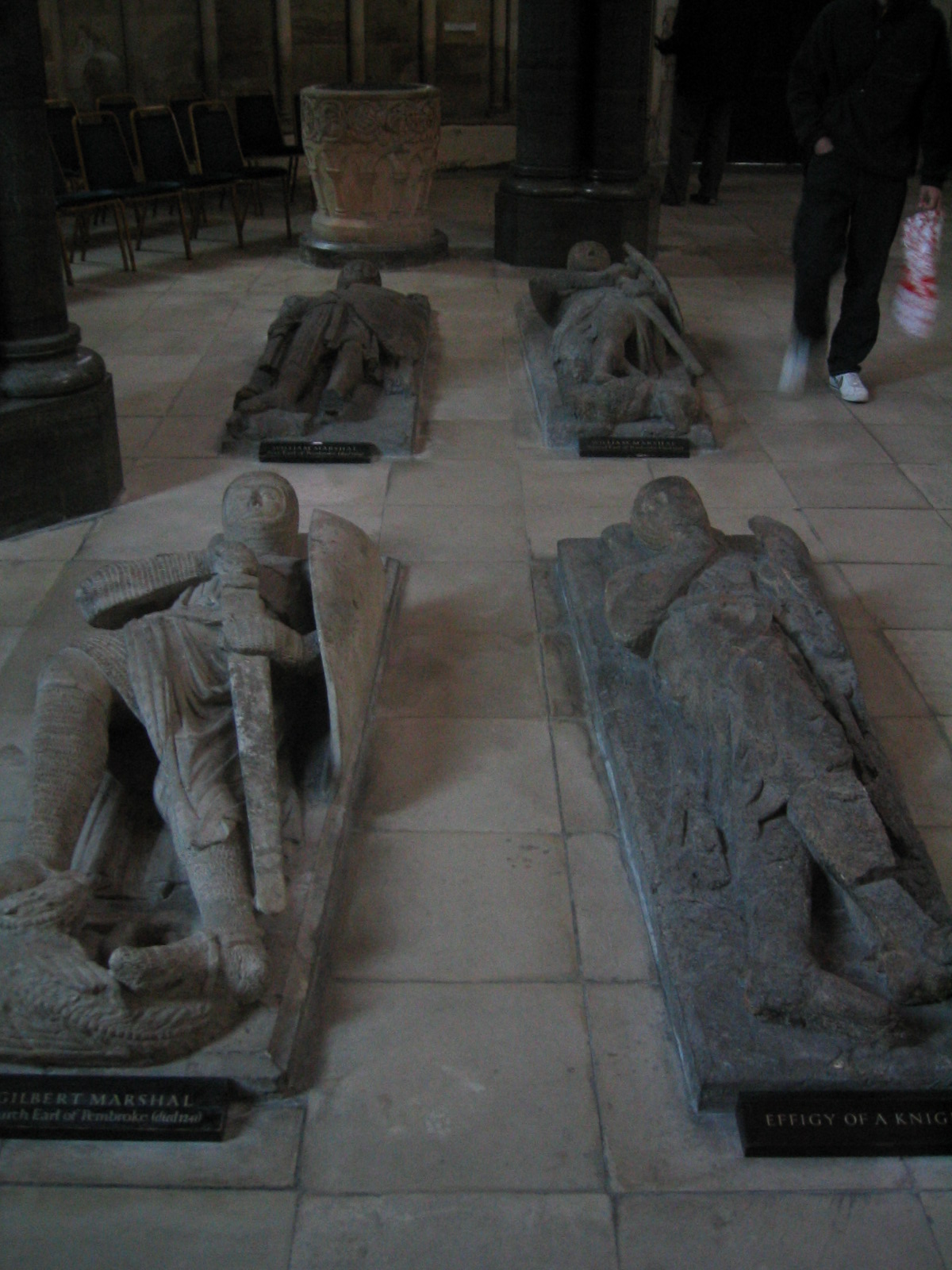
Grabstätten der Kreuzritter

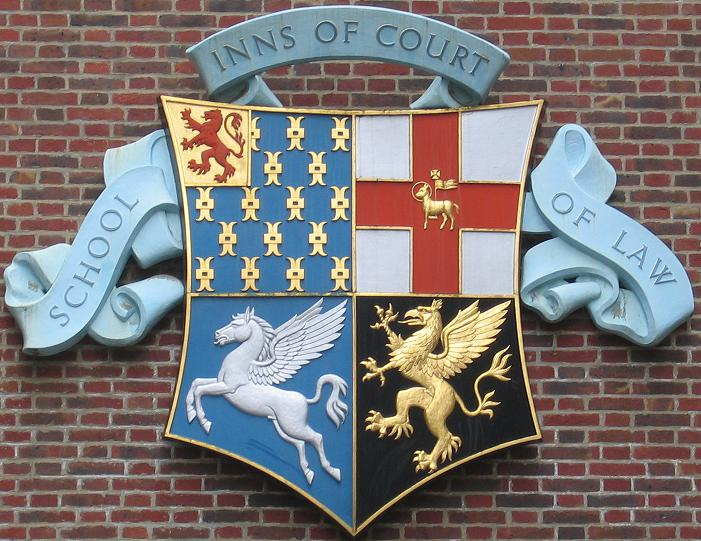
Gemeinsames Wappen der vier Anwaltskammern. Das Wappen des Middle Temple ist rechts oben (heraldisch links oben) dargestellt.

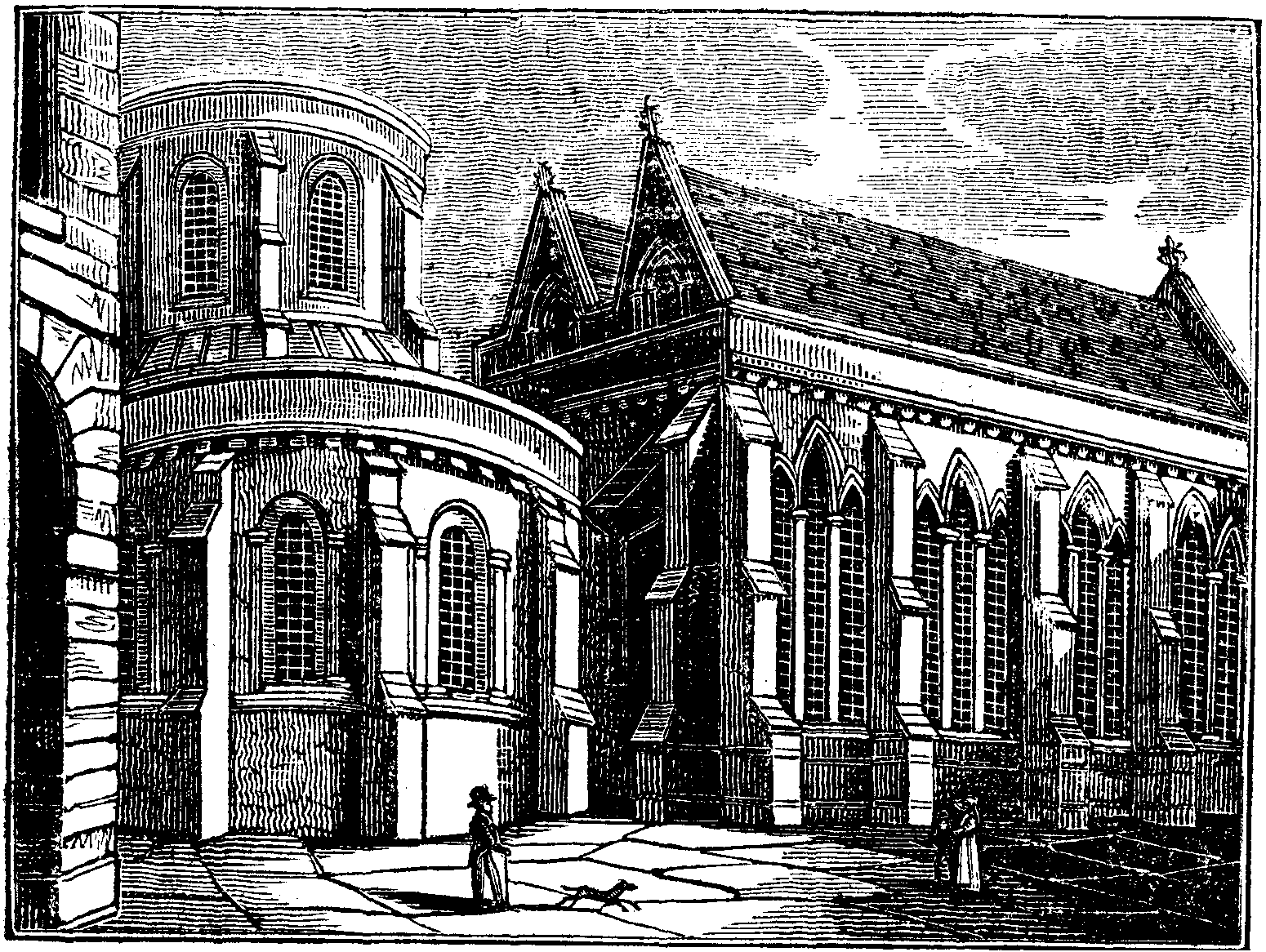
Temple Church

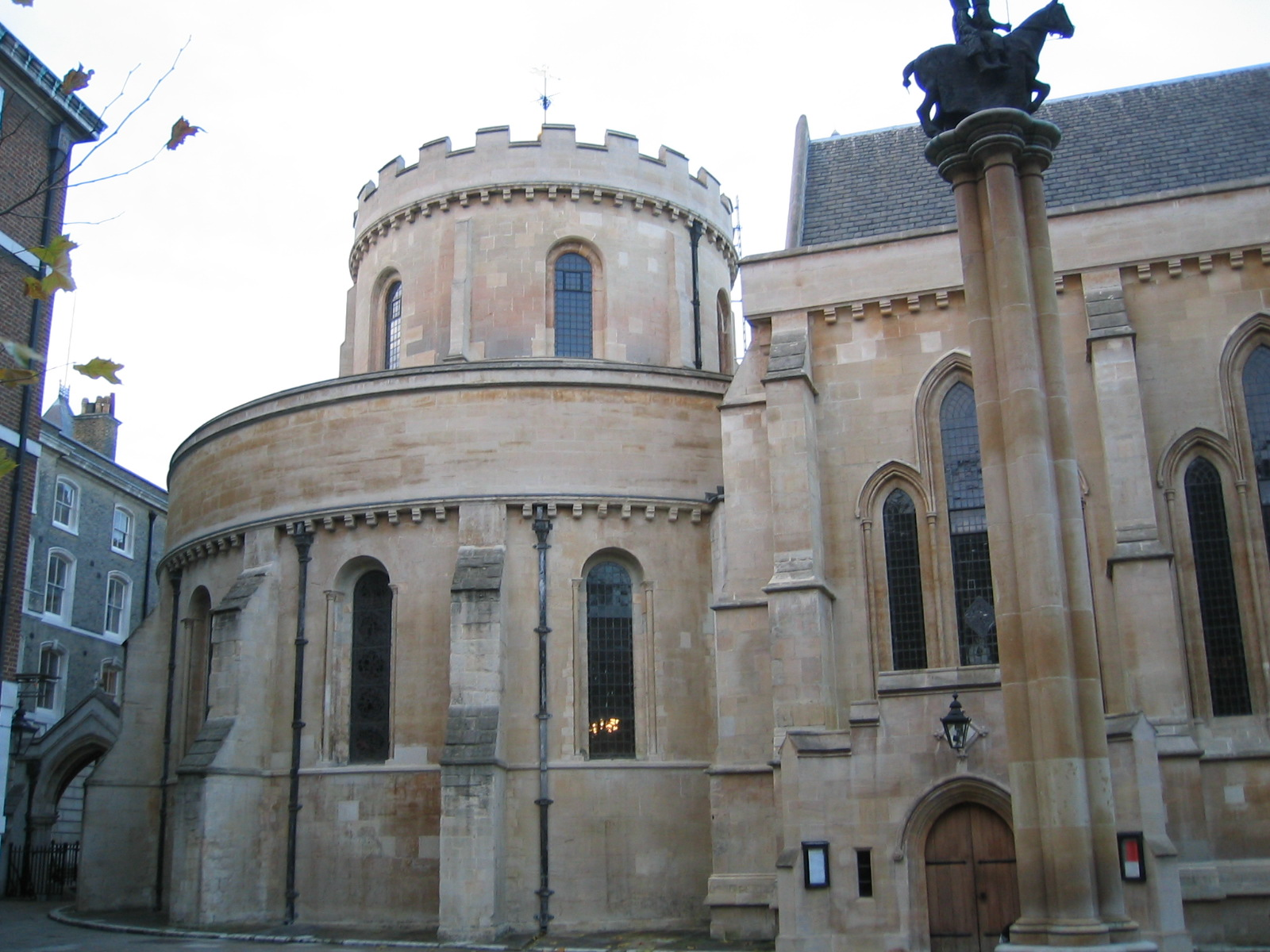
Außenansicht der Temple Church, mit Langbau (Chancel)

Seit der Normannischen Eroberung war es in England nur Klerikern vorbehalten, sich mit rechtlichen Dingen zu beschäftigen bzw. Recht zu sprechen.
Nach der Trennung von kirchlichem und weltlichem Recht gegen Ende des 13. Jahrhunderts wurden die Inns of Court, ein Gebäudekomplex im Herzen Londons, als Wohn-, Speise- und Unterrichtsräume für die wachsende Schicht der weltlichen Rechtsgelehrten eingerichtet.
Es wird vermutet (keine genauen Quellen vorhanden), dass der Middle Temple wie die drei anderen Gebäudebereiche, die zum Inns of Court gehören, in der Mitte des 14. Jahrhunderts übernommen bzw. Neues dazu errichtet wurde. Der Name Middle Temple stammt von den Tempelrittern, die diesen Bereich als westlichen Teil ihres „Tempel“-Bezirks in London für mehr als 150 Jahre in Besitz hatten, bis sie im Jahre 1312 aufgelöst wurden und der ganze Bereich an den König fiel. Die weltlichen Rechtsgelehrten teilten sich dann vor Ort in zwei Anwaltskammern, den Middle Temple und den Inner Temple. Beide Kammern wurden erstmals in einem Manuskript von 1388 erwähnt. An die Templer erinnert die noch gut erhaltene Rundkirche (Temple Church), die sich zentral neben dem Saal des Inneren Tempels (Inner Temple Hall) befindet (es gibt einen Außentempel-(Outer Temple)-Bereich am Rande des Viertels, der aber keine separaten Anwaltskammern beherbergt).
Diese Rundkirche wurde schon 1185 zu Zeiten Heinrichs II. von Heraclius von Caesarea, dem Patriarchen von Jerusalem, geweiht. Die Templer bauten ihre Kirchen immer in runder Form, da diese an die Grabeskirche in Jerusalem erinnern sollten. In der Kirche befinden sich die Gräber englischer Kreuzritter, deren Darstellung mit gekreuzten Beinen an ihre Teilnahme an den Kreuzzügen erinnern soll. Vor der Kirche ist die Skulptur aus jener Zeit zu sehen, zwei Tempelritter auf einem einzigen Pferd, was symbolisch auf die starke Gemeinschaft der Ritter untereinander hinweist.
Ein Teil des Middle Temple war geweihtes Land, das zu einem Kloster gehörte, der Rest war nicht geweiht. Der Name Cloisters (Kloster) für das Gebäude, dessen Refektorium an die Inner Temple Hall grenzt, erinnert noch heute an die frühere Nutzung. Im östlich gelegenen Teil des Middle Temple waren die Laien untergebracht, auch die nichtgeweihten Ritter des Ordens.
Zu Zeiten der Templer war der Middle Temple politisches und wirtschaftliches Zentrum der königlichen Aktivitäten, da der Orden religiösen und militärischen Schutz garantierte.
Der Meister (Master) der Templer an diesem Ort war gleichzeitig Oberster aller Niederlassungen in England und nur dem Großmeister im Ausland unterstellt.
Diese Tradition lebt insofern noch fort, als der Priester der Tempelkirche Meister genannt wird, genauer Priester und Edler (The Reverend and Valiant). Der Middle Temple bezeichnet sich heute noch als das Haus (domus) und die zwei Anwaltskammern (inns) werden gelegentlich als Gemeinschaften dieses Hauses (Societies of this House) bezeichnet.
Heute finden in der noch immer als Kirche genutzten Temple Church sowohl Gottesdienste als auch geistliche Konzerte oder Trauungen statt. Der ganze Bezirk wird wegen seines Flairs oft als Filmkulisse genutzt (z. B. Da Vinci Code).
In der Middle Temple Hall finden gelegentlich Feste statt.
Anlässlich des 400. Jahrestages der ersten bekannten Aufführung von Shakespeares Was ihr wollt am 20. Januar 1602 in der Middle Temple Hall führte 2002 das Ensemble des Shakespeare’s Globe das Stück unter großem Interesse der Öffentlichkeit dort auf. Das gleiche Ensemble brachte 2003 dort auch das Schauspiel Richard II. zur Aufführung. Beide Male war der Leiter des Globe Mark Rylance Initiator und Hauptdarsteller.

## Lage
Zu erreichen sind die zu den Inns of Court gehörenden Kammern Middle Temple und Inner Temple, die zwischen Themse und Fleet Street liegen, am schnellsten durch die U-Bahn-Station Temple. Sie liegen westlich der City of London, haben aber einen eigenen juristischen Status.